# 约翰尼·琼斯
约翰·琼斯（英語：John Jones，1943年3月12日—），美国NBA联盟前职业篮球运动员。